# 第33回ロサンゼルス映画批評家協会賞
第33回ロサンゼルス映画批評家協会賞は、ロサンゼルス映画批評家協会によって2007年の映画に贈られた映画賞である。

## 受賞
- 主演男優賞: 
  - ダニエル・デイ＝ルイス – 『ゼア・ウィル・ビー・ブラッド』

- 主演女優賞:
  - マリオン・コティヤール – 『エディット・ピアフ〜愛の讃歌〜』

- アニメ映画賞: 
  - 『レミーのおいしいレストラン』
  - 『ペルセポリス』

- 撮影賞:
  - ヤヌス・カミンスキー - 『潜水服は蝶の夢を見る』

- 監督賞: 
  - ポール・トーマス・アンダーソン - 『ゼア・ウィル・ビー・ブラッド』

- ドキュメンタリー賞: 
  - No End in Sight

- 作品賞:
  - 『ゼア・ウィル・ビー・ブラッド』

- 外国映画賞:
  - 『4ヶ月、3週と2日』 ( ルーマニア)

- 音楽賞: 
  - グレン・ハンサード、マルケタ・イルグロヴァ - 『ONCE ダブリンの街角で』

- 美術賞:
  - ジャック・フィスク - 『ゼア・ウィル・ビー・ブラッド』

- 脚本賞:
  - タマラ・ジェンキンス - 『マイ・ライフ、マイ・ファミリー』

- 助演男優賞: 
  - ヴラド・イヴァノフ - 『4ヶ月、3週と2日』

- 助演女優賞: 
  - エイミー・ライアン - 『ゴーン・ベイビー・ゴーン』、『その土曜日、7時58分』